# Ocimeno
Ocimeno se refiere a varios isómeros de hidrocarburos. Los ocimenos son monoterpenos que se encuentran dentro de una variedad de plantas y frutas. los dos β-ocimeno y α-ocimeno y difieren en la posición del doble enlace aislado: que es terminal en el isómero alfa. α-ocimeno es 3,7-dimetil-1, 3,7-octatrieno. β-ocimeno es 3,7-dimetil-1,3,6-octatrieno. β-ocimeno existe en dos formas estereoisoméricas, las formas cis y trans, con respecto al doble enlace central. Los ocimenos a menudo se encuentran naturalmente como mezclas de las diversas formas. La mezcla, así como los compuestos puros, son aceites con un olor agradable. Se utilizan en perfumería por su fragancia dulce y herbal, y se cree que actúan como defensa para las plantas gracias en parte a su actividad antifúngica. Al igual que los terpénicos acíclicos relacionados mircenos, los ocimenos son inestables en el aire. Como otros terpenos, los ocimenos son casi insoluble en agua, pero solubles en disolventes orgánicos comunes.